# Schistochila blumei
Schistochila blumei là một loài rêu tản trong họ Schistochilaceae. Loài này được (Nees) Trevis. miêu tả khoa học lần đầu tiên năm 1877.